# Rantau Serik
Rantau Serik is een bestuurslaag in het regentschap Musi Rawas van de provincie Zuid-Sumatra, Indonesië. Rantau Serik telt 1355 inwoners (volkstelling 2010).